# Сервисс, Гарретт (легкоатлет)
Гарретт Патнем Сервисс (англ. Garrett Putnam Serviss; 23 декабря 1878 — 23 декабря 1907, Итака, Нью-Йорк) — американский легкоатлет, серебряный призёр летних Олимпийских игр 1904 года.
На Играх 1904 года в Сент-Луисе Сервисс участвовал в прыжке в высоту и в тройном прыжке с места. В первой дисциплине он занял второе место с результатом 1,77 м, выиграв серебряную медаль, а во втором состязании он стал четвёртым, прыгнув на 9,53 м.